# OIBDA
OIBDA (от англ. Operating Income Before Depreciation and Amortization) — финансовый показатель, означающий операционный доход до вычета амортизации основных средств и нематериальных активов. Расчёт: OIBDA = Операционная прибыль + амортизация основных средств и нематериальных активов.
В отличие от EBITDA, отправной точкой показателя является операционная прибыль, а не чистая прибыль. Таким образом, OIBDA не включает в себя неоперационные доходы, которые, как правило, не повторяются из года в год: показатель включает только доход, полученный за счёт регулярных операций, и не подвержен влиянию единовременных начислений, например, связанных с курсовыми разницами или налоговыми скидками.
Ряд финансистов считают данный показатель более соответствующим индикатором рентабельности бизнеса, в связи с тем, что неоперационные расходы (которые, зачастую, не повторяются в разных отчетных периодах) и доходы сильно искажают данные в показателе EBITDA.
OIBDA не входит в состав GAAP.